# Halové mistrovství Československa v atletice 1969
I. halové mistrovství Československa v atletice se konalo v Jablonci nad Nisou ve dnech 22. a 23. února 1969. I. halovému mistrovství Československa předcházela celostátní halová soutěž v roce 1968, která svým rozsahem měla úroveň mistrovství Československa, nicméně Český atletický svaz na základě dochovaných dokumentů považuje až soutěž v roce 1969 za první halové mistrovství.

## Medailisté

### Muži
| Soutěž        | Zlato                 | Stříbro                  | Bronz                   |
| 50 m          | Petr Utěkal 5.7       | Ladislav Kříž 5.7        | Luděk Bohman 5.8        |
| 100 m         | Ladislav Kříž 10.5    | Luděk Bohman 10.6        | Jiří Kynos 10.7         |
| 800 m         | Ján Šišovský 1:54.4   | Václav Tašek 1:56.3      | Radek Jahn 1:57.7       |
| 1500 m        | Petr Bláha 4:03.2     | Karel Szotkowski 4:03.8  | Karel Brynych 4:04.6    |
| 3000 m        | Pavel Pěnkava 8:30.6  | Jiří Stehlík 8:32.4      | František Bartoš 8:47.2 |
| 50 m př.      | Lubomír Nádeníček 6.7 | František Slavotínek 6.7 | Ivan Sedláček 6.7       |
| Skok do výšky | Roman Moravec 209     | Rudolf Baudis 209        | Zbyněk Kužela 206       |
| Skok o tyči   | Jan Odvárka 481       | Zdeněk Lhotský 450       | Antonín Spěvák 440      |
| Skok daleký   | Peter Nemšovský 749   | Jan Broda 745            | Pavol Tolnay 731        |
| Trojskok      | Jan Broda 15.60       | Václav Fišer 15.58       | Jiří Vyčichlo 15.55     |
| Vrh koulí     | Jaroslav Šmíd 18.13   | Miroslav Janoušek 17.87  | František Žemba 17.26   |

### Ženy
| Soutěž        | Zlato                    | Stříbro                 | Bronz                   |
| 50 m          | Eva Putnová 6.5          | Jarmila Nygrýnová 6.6   | Zuzana Glossová 6.6     |
| 100 m         | Eva Putnová 12.0         | Zuzana Glossová 12.3    | Anna Řezáčová 12.3      |
| 800 m         | Emília Ovádková 2:16.0   | Helena Nerudová 2:30.4  | Marie Ondrášková 2:35.5 |
| 50 m př.      | Milena Piáčková 7.3      | Jitka Potrebuješová 7.5 | Eva Pömerlová 7.6       |
| Skok do výšky | Jaroslava Valentová 172  | Jaruška Životská 163    | Milada Kolečková 160    |
| Skok daleký   | Ivana Pohlová 596        | Libuša Kladeková 590    | Jarmila Nygrýnová 575   |
| Vrh koulí     | Helena Fibingerová 15.20 | Marie Stříbrská 14.86   | Vladimíra Srbová 14.02  |